# (9664) Brueghel
(9664) Brueghel  es un asteroide perteneciente al cinturón de asteroides, descubierto el 17 de abril de 1996 por Eric Walter Elst desde el Observatorio La Silla, en Chile.

## Designación y nombre
Brueghel se designó al principio como 1996 HT14.
Más adelante fue nombrado en honor al pintor holandés Pieter Brueghel el Viejo (1525-1569).

## Características orbitales
Brueghel orbita a una distancia media del Sol de 3,1935 ua, pudiendo acercarse hasta 2,8195 ua y alejarse hasta 3,5675 ua. Tiene una excentricidad de 0,1171 y una inclinación orbital de 2,3264° grados. Emplea en completar una órbita alrededor del Sol 2084 días.

## Características físicas
Su magnitud absoluta es 13,3. Tiene 11,686 km de diámetro. Su albedo se estima en 0,068.